# NTN
NTN (ukr. НТН – Національні телевізійні новини) – ukraiński prywatny kanał telewizyjny, uruchomiony 1 listopada 2004 roku, przeznaczony przeważnie dla męskiej publiczności (powyżej 35 lat). Właścicielem tej stacji jest Inter Media Group. Kanał jest udostępniony przez telewizję naziemną w formacie 16:9, kablową, satelitarną – w wersji SD 576i oraz cyfrową telewizję naziemną (DVB-T2) – w multipleksie MUX-1.